# Nagyszalonta
Nagyszalonta (románul Salonta, korábban Salonta Mare, németül Großsalontha) város Romániában, Bihar megyében. Neve a szláv Suleta családnévből ered, amely a Sulimir személynévből származik.

## Elhelyezkedése
Nagyváradtól 38 km-re délnyugatra a Köles-ér partján fekszik, a DN79-es (Nagyvárad—Arad) főúton, a román–magyar országhatártól keletre, 14 km távolságra közúton a Nagyszalonta–Méhkerék határátkelőtől. A város területén ágazik ki a DN79B (Nagyszalonta–Méhkerék) főút.
Nagyszalonta vasútállomásán áthalad a Temesvár–Arad–Nagyvárad-vasútvonal (CFR 310-es vasúti fővonal), továbbá itt ágazik el a Békéscsaba–Nagyvárad-vasútvonal is. Ekképpen a város vasúti csomópont.

## Népessége
1910-ben 15 943 lakosából 15 206 magyar (95,38%) és 650 román volt.
2002-ben 18 074 lakosából 10 335 magyar (57,18%), 7267 román, 379 cigány és 93 egyéb nemzetiségű volt.
2011-ben 17 042 lakosából 10 079 magyar (59,1%), 6584 román, 290 cigány, 89 egyéb anyanyelvű.
A település népességének változása:
| Lakosok száma | 15 514 | 15 297 | 14 447 | 16 276 | 17 754 | 19 746 | 20 660 | 18 074 | 17 735 | 15 792 |
|               | 1912   | 1930   | 1948   | 1956   | 1966   | 1977   | 1992   | 2002   | 2011   | 2021   |

## Története
Nagyszalonta és környéke már a honfoglalás előtt is lakott hely volt. A településtől nyugatra halad el a szarmaták által 324 és 337 között épített, az Alföldet körbekerülő Csörsz-árok (vagy más néven Ördögárok) nyomvonala.
Nagyszalonta a 16. századig jelentéktelen községnek számított, melynek ősi birtokosa a Toldy család volt. 1241-ben a tatárok pusztították el, de hamarosan újraépült. 1332-ben a pápai tizedjegyzék már egyházas helyként említette Zalancha, Zalanta néven. 1337-ben a pápai tizedjegyzék adatai szerint papja 8 garas pápai tizedet fizetett. 1433-ban a Toldyakon kívül a Nadaby család is birtokos volt itt. 1552-ben a község összesen 13 és fél pusztából állt. 1556-tól a század végéig az erdélyi fejedelmek fennhatósága alá tartozott. 1598-ban a Nagyvárad alól eltakarodó török hadak pusztították el. Ezután majd nyolc évig lakosok nélkül állt.
1606-ban Bocskai István erdélyi fejedelem letelepítési céllal 300 köleséri hajdúnak adományozta a települést, akik megalapították Szalonta városát. 1610-ben Báthory Gábor erdélyi fejedelem a szalontai hajdúknak vámszedési jogot adott. Egy 1618-ból fennmaradt, Jóte Ferenc főkapitánysága alatt Nagy-Szalontán kelt oklevélen látható a szalontai hajdúk első pecsétje, amelyet Bocskaitól nyertek egyéb szabadalmaikkal együtt. A pecsétcímer oroszlánnal viaskodó sast ábrázolt.
A főtéren álló Csonkatorony Szalonta egykori várának őrtornya. A várat 1620 körül kezdték építeni. Azt, hogy 1636-ban már készen volt bizonyítja, hogy a törökök ellen vívott Szalonta környéki harcokban már említették: ez év október 6-án I. Rákóczi György itt verte meg a törököket, akik Bethlen Istvánt akarták visszaültetni Erdély fejedelmi trónjára. Hajdú lakosai 1631-ben és 1632-ben I. Rákóczi Györgytől több pusztára nyertek adománylevelet. 1658-ban a lakosok a várat és a községet, a törökök közeledtének hírére, II. Rákóczi György fejedelem parancsára lerombolták, nehogy török kézbe kerüljön, és a községből minden jószággal elmenekültek. Várából mára csak a csonka torony maradt fenn. Az így pusztán maradt község csak a század végén kezdett ismét benépesülni, és 1695-ben már ismét szervezkedett.
1702-ben I. Lipót császár herceg Esterházy Pál nádornak adta zálogba, 1745-ben pedig Mária Terézia Esterházy Pál Antal hercegnek adományozta.
A 18. század végén és a 19. század elején még körülbelül 200 nemes család lakta a várost, melynek állattenyésztése már a múlt század elején európai hírű volt.
Ősi egyháza a mai református templom helyén állt, akkoriban a váron belül, kőfallal és védőtornyokkal volt megerősítve.
Az 1920-as évek elején a trianoni békeszerződés keretében Romániához került, egy külső településrész azonban Újszalonta néven Magyarországnál maradt. 1940-ben a második bécsi döntésnek köszönhetően az egész település visszakerült Magyarországhoz, de 1944-ben a szovjet hadsereg foglalta el és 1947-től újra Romániához tartozott.
2001-ben kapott municípiumi rangot.

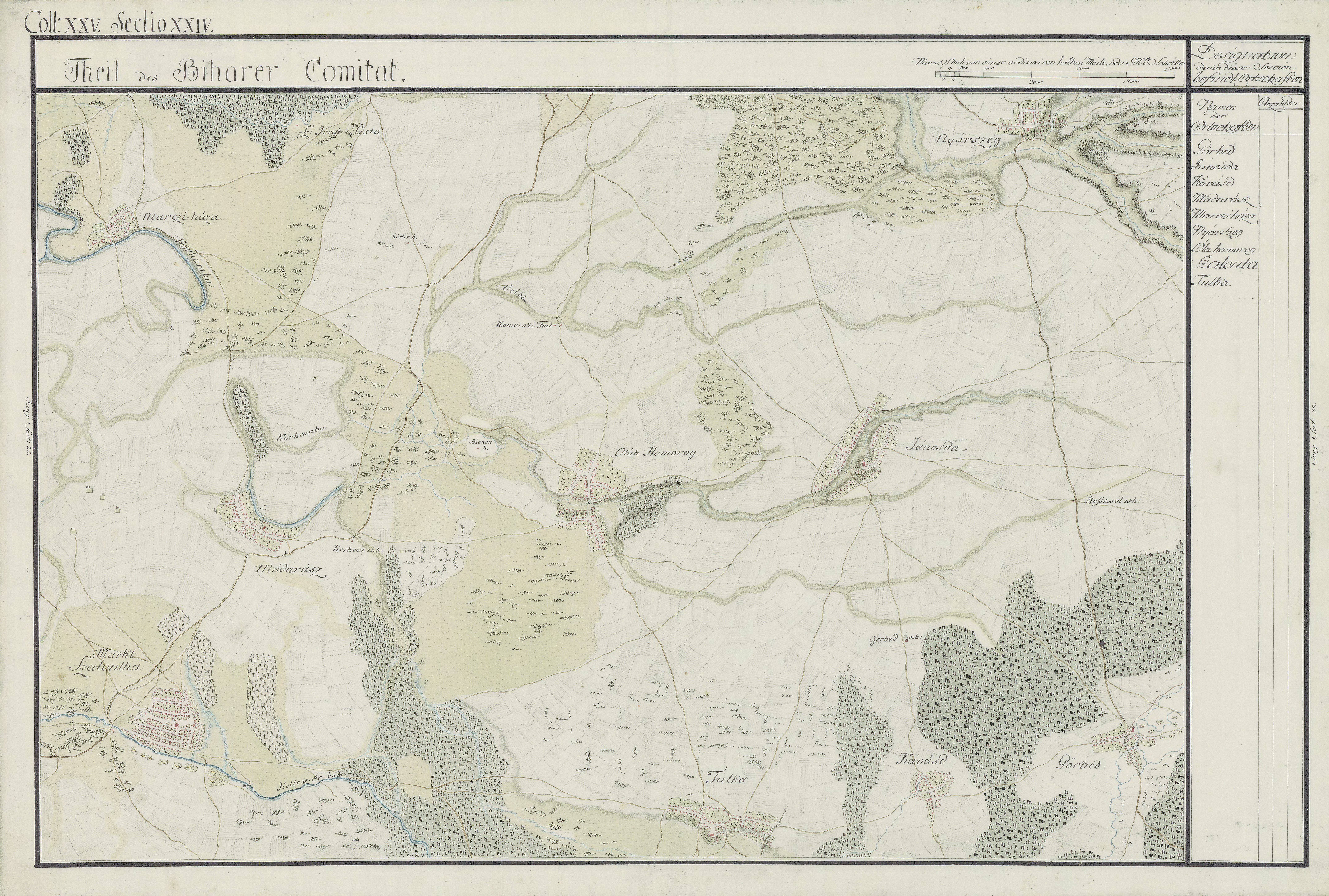
Nagyszalonta (Szalonta) egy 1782–1785-ből való térképen

Nagyszalontához tartoztak egykor Barmód, Andacs, Cserepes, Kölesér és Atyás puszták, valamint határában állt Mező-Panasz és Vásári község is.

### Atyás puszta
Már 1401-ben szerepelt az adóösszeírásokban.

### Barmód puszta
A 13. században egyházas község és a váradi püspök birtoka volt. Egykori temetője a Templomhely nevű dűlőn állt.

### Kölesér
Már a 13. században egyike volt a vármegye legnagyobb vásáros helyeinek; még a 16. században is a köleséri kerület központjaként szerepelt, nagy kiterjedésénél fogva kis- és nagyköleséri kerület néven.
Kölesér nevét 1273-ban említette először oklevél, mint püspöki birtokot. IV. László király eltaszított nejének, Izabella Erzsébetnek egy hártyára írott levele is fennmaradt, melyet 1282-ben Köleséren kelteztek. Az 1332. évi pápai tizedjegyzékben papját említik. 1495-ben már iskoláját és annak Zsoldos János nevű tanítóját is említették. 1548-ban Erdély és a kapcsolt részek itt tartottak országgyűlést, melyen jelen volt Fráter György is, mint Erdély kormányzója.
A város egyháza egykor az Egyházdűlő néven emlegetett helyen állt. Várdomb nevű dűlőjén a hagyomány szerint egykor vár állt. A sarkadi határban levő Királymezeje nevű dűlő azonosnak látszik azzal a hellyel, ahonnan 1349. július 17-én Meszesi Demeter váradi püspök egyik levelét írta.

### Mező-Panasz
Egyházas község volt, melynek neve már a 14. század elején a pápai tizedjegyzékben szerepelt.

### Vásári
Nevét a Bölönyi család egyik oklevele Kis- és Nagy-Vásári néven említi. A Vásáry nemzetség ősi, névadó birtoka volt. E családdal volt közeli vérrokonságban Vásári vagy Szügyi Miklós, aki a 14. század közepén esztergomi érsek s Nagy Lajos király egyik kitűnő diplomatája volt. A település egyháza is tekintélyes lehetett, mert 1349-ben VI. Kelemen pápa 100 napos búcsút engedélyezett itt, 1334-ben pedig a pápai tizedjegyzékben két papját is említették.

## Látnivalók
- Régészeti lelőhely a „Movila trupului” nevű helyen, bronzkori településsel és 10. századi temetkezési hellyel. A romániai műemlékek jegyzékében a BH-I-s-B-00995 sorszámon szerepel.
- Régészeti lelőhely a „Pata puszta” nevű helyen, 11–12. századi temetkezési hellyel. (BH-I-s-B-00996)
- A Csonkatoronyban az Arany János Emlékmúzeum és a Városi Galéria található (BH-II-m-B-00997).
- A központi parkban a városalapító Bocskai István teljes alakos szobra látható.
- Református temploma mellett Kossuth-szobor áll. (BH-III-m-B-01242)
- Szoborpark a református templom jobb oldalán: Arany János teljes alakos, valamint Sinka István, Zilahy Lajos, Kulin György és Kiss István mellszobrai.
- Nagyszalonta „400 éve város” emlékére állított Hajdú emlékmű, az Erzsébet parkban az 1896-os millenniumi ünnepségek alkalmával ültetett két tölgyfa tövében található.
- Arany János szülőháza helyén tájház működik, emléktáblával megjelölve. A költőóriás eredeti szülőháza 1823-ban leégett,[6] semmilyen nyoma nem maradt, így rekonstruálni sem lehetett. A helyén álló épületet 1908-ban vásárolta meg a nagyszalontai önkormányzat. 1909-ben került emléktábla az épület homlokzatára. Az épületet 2010-ben teljesen felújították és bekapcsolták a turisztikai vérkeringésbe.
- Zilahy Lajos szülőháza emléktáblával megjelölve
- Sinka István szülőháza emléktáblával megjelölve
- Kulin György szülőháza emléktáblával megjelölve

## Híres emberek
Itt született:
- 1300 körül Vásári Miklós érsek
- 1320-ban Toldi Miklós bihari birtokos nemes
- 1755. december 21-én Földi János orvos, költő
- 1815. május 8-án Lovassy László jogász, az országgyűlési ifjak egyik vezetője

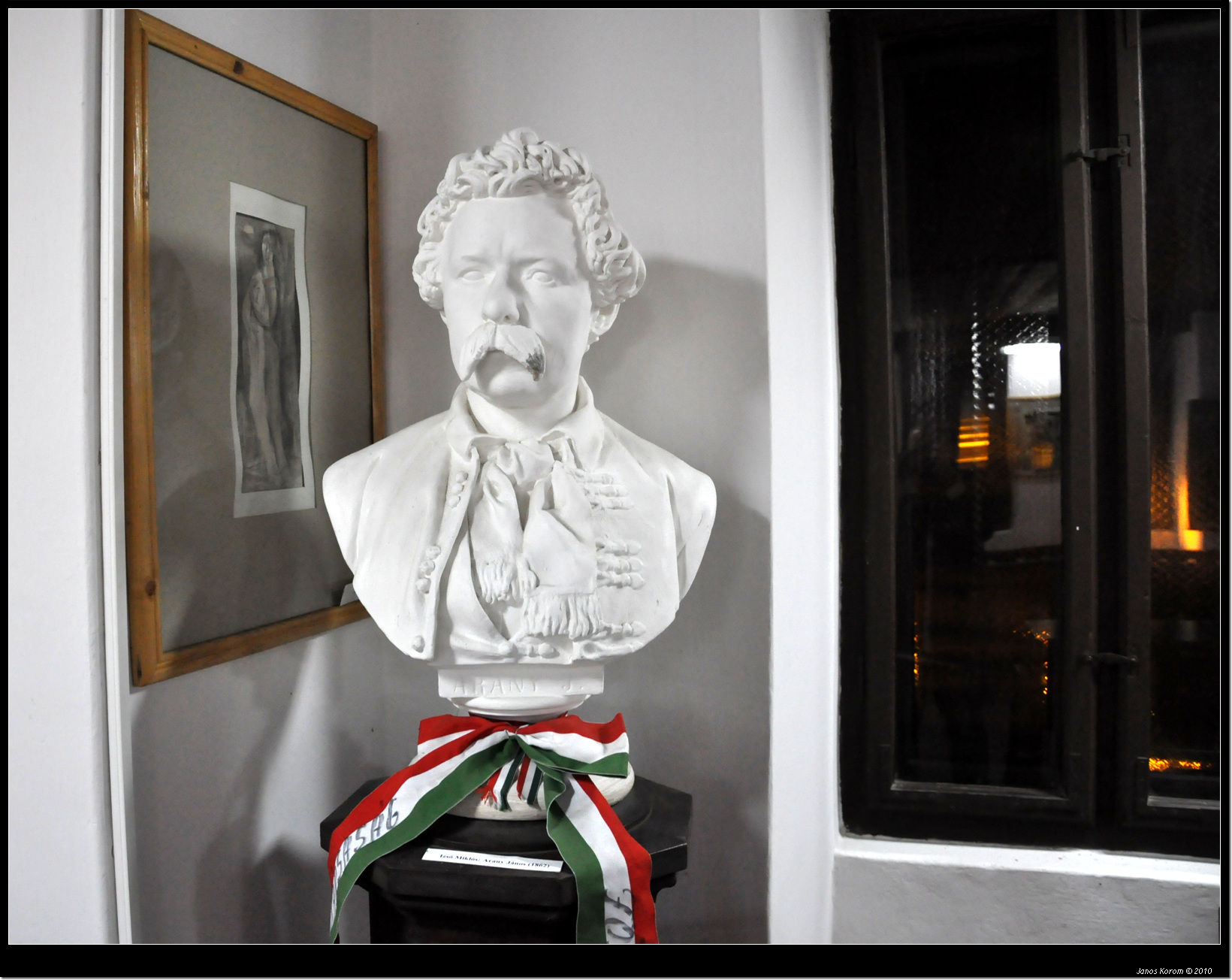
Arany János mellszobra Nagyszalontán, a Csonkatoronyban található Arany János Emlékmúzeumban (Izsó Miklós alkotása 1862-ből)

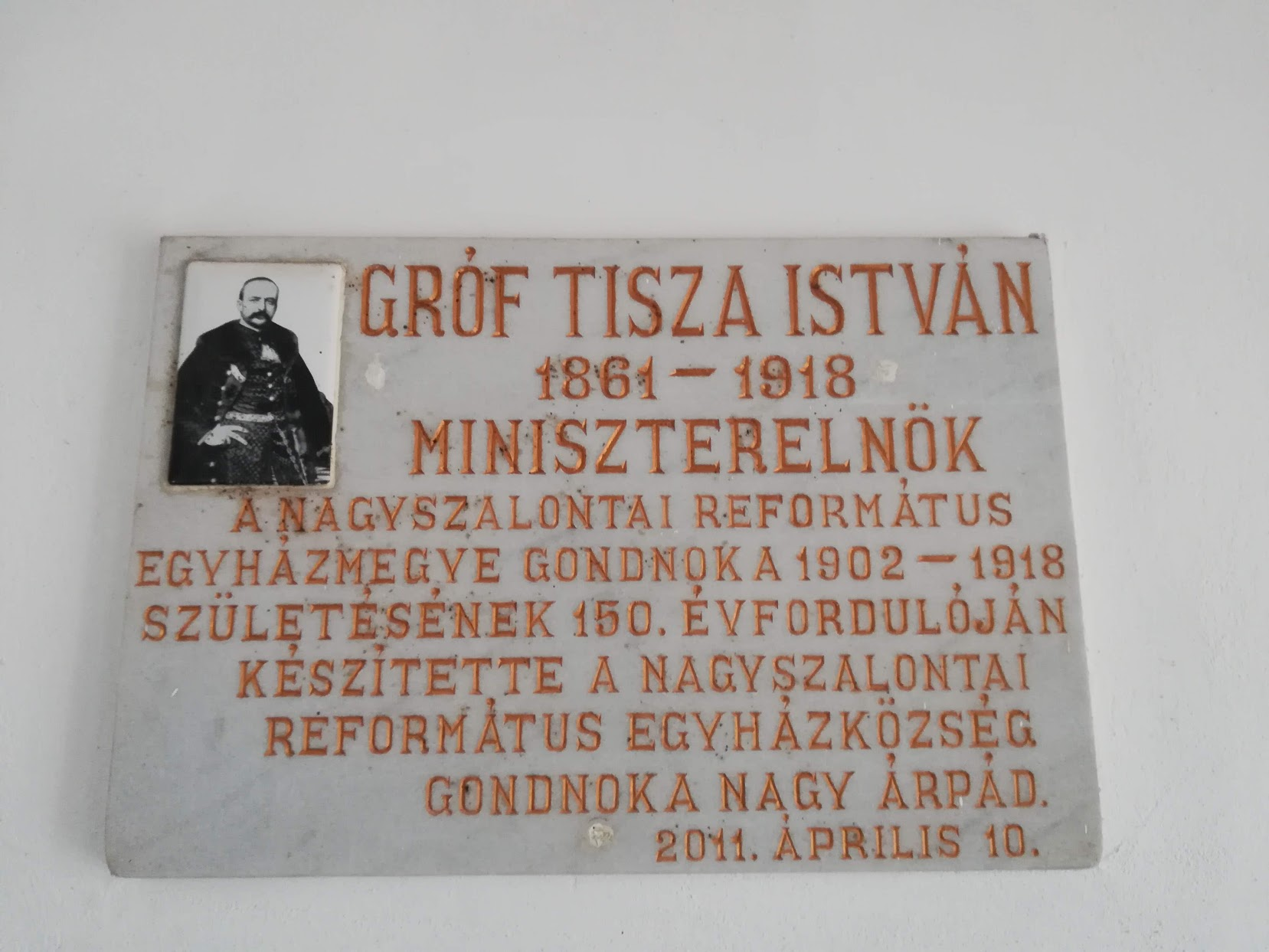
Tisza István emléktáblája Nagyszalontán

- 1817. március 2-án Arany János költő
- 1841. augusztus 9-én Arany Juliska, Arany János fiatalon elhunyt leánya, sírján a magyar irodalom egyik legszebb sírverse olvasható
- 1844-ben Arany László költő, író, műfordító
- 1877-ben Székely László építész
- 1844. február 22-én Kornya Mihály, a magyar baptizmus atyja
- 1886. augusztus 2-án Kovács Béla magyar-latin szakos pedagógus, költő, irodalomtörténész
- 1889. szeptember 7-én Kiss Ferenc Kossuth-díjas orvosprofesszor, a Szentágothai-Kiss Anatómiai Atlasz egyik szerzője, a budapesti Anatómiai Intézet Igazgatója (1935–1961 között)
- 1890. augusztus 11-én Balogh Ernő orvos, patológus, onkológus, egyetemi tanár, MTA levelező tag
- 1891-ben Zilahy Lajos író;[halott link]
- 1897. szeptember 16-án Bonczos Miklós jogász, politikus, Nagyszalonta díszpolgára (1941)
- 1897-ben Sinka István költő
- 1903-ban Molnár Mihály költő, író, Nagyszalontán alkotott, s itt is hunyt el 1991-ben
- 1905-ben Kulin György csillagász
- 1910-ben Kocsis Elemér magyar nemzetiségű román válogatott labdarúgó, csatár
- 1911-ben Kovács Kálmán matematikus
- 1911-ben Mogyorós Sándor munkásmozgalmi aktivista
- 1917-ben Bihari Klára József Attila-díjas író, költő
- 1927. március 26-án Balla Ernő műfordító, irodalomkutató
- 1927-ben Kiss István Kossuth-díjas szobrász, Arany János nagyszalontai bronzszobrának alkotója (1991)
- 1928-ban Lupán Anna Mária közgazdász, egyetemi oktató
- 1928-ban Bereczky Júlia szinész, rendező
- 1929-ben Fábián Gyula szociológus, rádióriporter, újságíró, író és szerkesztő
- 1932. április 2. Karancsi Sándor grafikus, festő és éremművész (meghalt: Gyergyószentmiklós, 2003. október 28.)
- 1933-ban Hunyadi Mátyás Széchenyi-díjas hídépítő mérnök
- 1934. december 23-án Kósa Ferenc magyar nyelvész
- 1941. november 18-án Wagner István újságíró, művészeti író
- 1944. március 24-én Kenéz Ferenc romániai magyar költő, író
- 1949. július 17-én Tulván Gizella zongoraművész, zenetudományi szakíró
- 1952. május 10-én Kovács Sándor tanár, ifjúsági író
- 1954. július 5-én Kósa-Kiss Attila meteorológus és csillagász
- 1977. január 6-án Bagdi Bella személyiségfejlesztő tréner, előadó, író és énekes

## A településen gyűjtött népdalok
| Cím                                     | Gyűjtő        | Év   |
| --------------------------------------- | ------------- | ---- |
| Aki nem lép egyszerre                   | Kodály Zoltán |      |
| Úgy tetszik, hogy jó helyen vagyunk itt | Kodály Zoltán | 1916 |
| Áll a hajó a Balaton vizében            | Kodály Zoltán | 1916 |
| Serkenj fel, kegyes nép                 | Kodály Zoltán | 1916 |
| Á, bé, cé, dé, rajtam kezdé             | Kodály Zoltán | 1916 |

## Testvérvárosai
- Nagykőrös, Magyarország (1991)
- Túrkeve, Magyarország
- Sarkad, Magyarország (1992)
- Békéscsaba, Magyarország (2002)
- Csepel, Magyarország
- Hajdúböszörmény, Magyarország
- Rimaszombat, Szlovákia
- Derecske, Magyarország (2008. június 21.)